# 大外刈

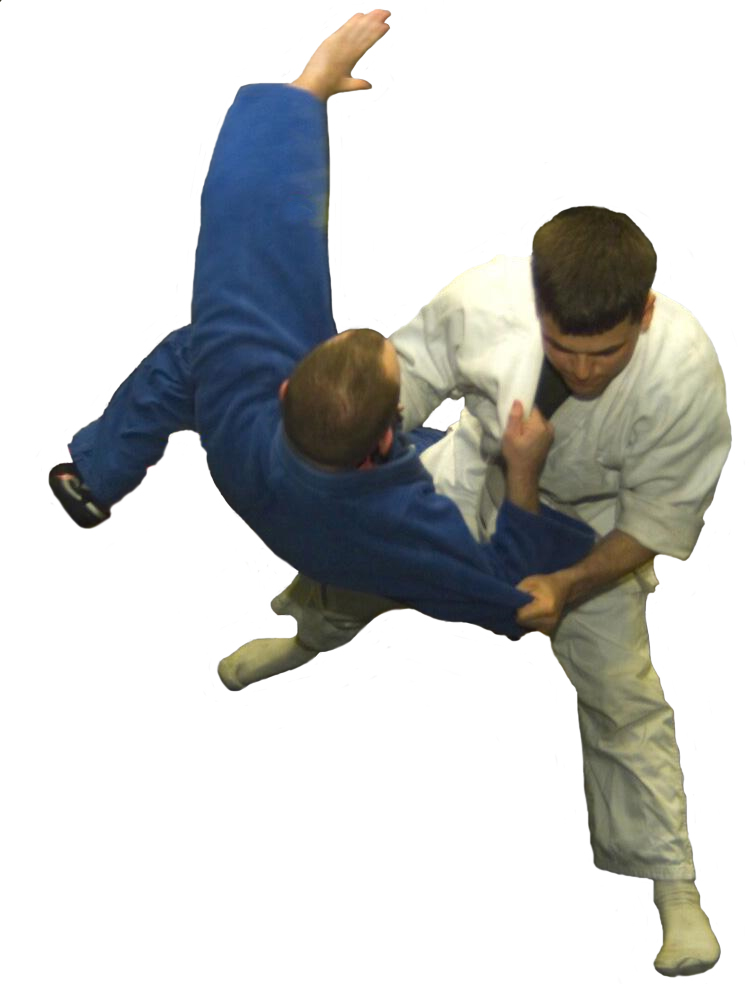
大外刈

大外刈（おおそとがり）は、柔道の投技の足技21本の一つで刈り技の一種である。講道館や国際柔道連盟 (IJF) での正式名。IJF略号OSG。背負投、内股、巴投と並び、柔道でよく用いられる技である。別名釣鐘足払。

## 概要
相手の脚を刈って投げる刈り技（刈る技）の代表的なものである。自分の脚の外側で相手の脚の外側を刈って投げる技。この時、自分の振り上げた脚を振り子の様にして刈る。刈る時に相手の懐に飛び込み、シーソーやプロペラを回転させる様に、梃子の原理を利用すると、投げやすい。
刈り技の名前（技名）の大小の文字は、自分の脚の外側と内側を示しており、外内の文字は、相手の脚の外側と内側を示している。従って、自分の脚の外側で相手の脚の内側を刈ると、大内刈となる。この様に、刈り技の名前は、お互いの脚の外側と内側の組み合わせ（お互いの脚が内側か外側か、すなわち、お互いの脚の触れる側の組み合わせ。）で決まる。
以下、基本形を右組の場合で説明する（左組の場合は左右が逆になる）。自分の左脚を左前方に踏み込みながら、引き手（袖を持っている左手）を高く引き、釣り手（襟を持っている右手）で相手を引き寄せ胸を合わせるようにし、相手を真後ろまたは右後ろに崩す。その後、右脚を振り上げ、脹脛やアキレス腱の辺りで、相手右脚を刈り、相手の真後ろまたは右後ろに投げる。別名逆鎌（ぎゃくかま）、鎌。
この技は、技の性格上、後頭部から落ちる可能性が高く、指導の際には注意が必要である。掛けられる相手は脳震盪を防ぐため受身を十分に習熟しておく必要がある。実際、練習中に後頭部を打ち死亡する事故も発生している。
一般には体の大きい選手が多く用いる技であるが、木村政彦、大野将平らのように中量級ながら大外刈を得意としている選手もいる。
講道館機関誌『柔道』1948年5月号で、玉嶺生は、大外刈は払腰、足車、大車、大外車、大外落、大外巻込と並び、相撲では二丁投げと呼ばれている、と述べている。

## 変化

### 大外腰
大外腰（おおそとごし）は後ろ腰で刈り倒す大外刈。右組で言えば、右脚を深く相手の右後ろ腰にあて相手の体を釣り込み、右後ろ腰で刈り倒す。1960年の全日本柔道選手権大会で活躍した小田雄三の得意技。1982年の「講道館柔道の投技の名称」制定に向けて講道館では新名称の候補に挙がったが、採用されなかった。講道館技研究部において1955年頃、「大外腰」の仮称を与えていた。

### 大外掛
大外掛（おおそとがけ）は相手を右後隅に崩し相手の体重ののった右脚に後ろから自身の右脚を掛け、相手を後ろに仰向けに掛け倒す大外刈。1982年の「講道館柔道の投技の名称」制定に向けて講道館では新名称の候補に挙がったが、採用されなかった。

### 鎌腰

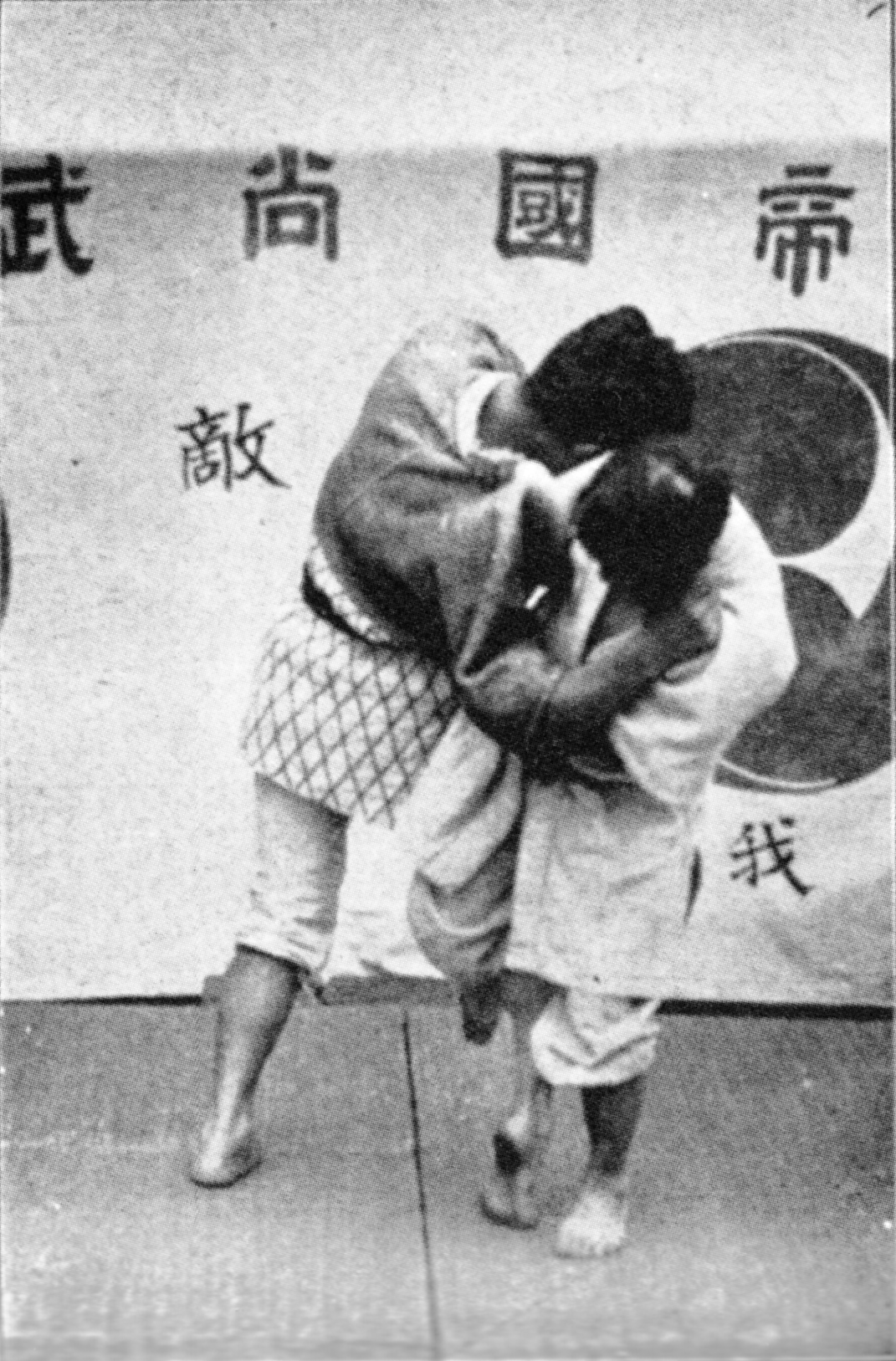
帝国尚武会による鎌腰の実演

鎌腰（かまごし）は右手で相手の右襟を持ち左手で相手の右横帯を持っての大外刈。別名送鎌崩。
幕末に講武所師範を務めた戸塚派楊心流の戸塚彦介が編み出した技である。。
帝国尚武会実習部主任をしていた深井子之吉が戸塚派楊心流師範であったため神道六合流に取り入れられた。
この鎌腰は他流では余り行われなかったが戸塚彦介の時代に戸塚派楊心流で盛んに使われており、各流派と戦う際には必ず鎌腰が用いられたという。他流試合に多く用いられた理由は、鎌腰は敵に向かって半身で組み自身の体の急所を覆って敵に乗じさせない屈強な姿勢であることに加え、進退自由自在で敵の体勢を崩すのに最も適していたためである。そのため、当時この体勢で試合をして当身の難に合った者は一人もいなかった。戸塚彦介が武名を天下に馳せたのは、この鎌腰の技を発明したためであるとしている。
鎌腰は鎌という組み方を用いる。鎌は敵の捕り方に関わらず右手で敵の右襟を逆に取り、左手で敵の右前脇の帯を取り右自護体の姿勢で敵と相対する。この組み方を鎌に組むといい、敵の右襟を取った右手を釣り込みながら下方へ少し引き、帯を取った左手はそのままで技を掛ける場合に取った帯を右自護体の正面に引き付ける。
鎌腰を掛ける時には、自護体の右前隅に釣込むように敵を引き出す。そうすることで敵は右足を一歩前に踏み出し、続いて左足を左横に一歩出そうとする。その期に付け入り敵が出した右足の外側より我右足を鎌の形に曲げて後ろ前に物を鎌で刈り切るように払い倒す。この時敵の右襟を取った右手は右外から円形に手首が逆になる位まで殆ど背負うように釣り込んで右拳を我肩と平行させる。帯を取った左手は我右脇腹まで引き付けて止める。この激しい釣り込みで敵の重心が崩れ我腰に乗る形となる。敵が鎌腰に掛かった時に我右足を掛けたまま両手を少し左下方に引くことにより、敵は投げられ真っ逆さまに落ちる

### 送鎌
送鎌（おくりがま）は退く相手をより早く足を進めての大外刈。

### 胸倒
胸倒（むねたおし）は両手で相手を引き落としながらの大外刈。

### 外股払
外股払（そとももはらい）は相手の太腿を刈る大外刈。

### 首刈倒
首刈倒（くびかりたおし）は釣手の右手で相手の左前襟を取り、右前腕を相手の喉にあてての大外刈。

## 類似の技
大外車とは脚を掛ける相手の脚の数、大外落とは脚の使い方で、それぞれ異なる。両脚を刈って、脚を伸ばして支点にして、回転させて投げると、大外車となり、小外掛の様に、縦に踏み込んで引っ掛ける様に倒して投げると、大外落になる。また、相手に体重をかける様に、巻き込んで浴びせ倒すと大外巻込となる。また、大外巻込から、釣り手を持ち替えて、相手の腕を上から腋に挟む様にし、前に投げる様に変化した場合、外巻込とされる場合も多い。

## 返し技
大外刈系の技への特有の返し技としては大外返がある。
二段小外刈にも大外返しがあり、二段小外掛にも同様の技がある。
また、大外刈をかわして浮落で投げると浮落の変化技大外すかしとなる。
相手の大外刈をかわして、逆に大外刈をやり返した場合は、大外刈となる。払腰で返す場合もある。
柔道では禁止技だが右脚に大外刈をかけられたときに相手の軸脚である左脚に背後に大内刈を仕掛ける要領での楔刈もある。
他にはゲオルグリー・ザンタラヤが、大外刈をかわし、後転し、寝技に持ち込む返し技を開発した。ただし、ザンタラヤは相当の運動神経を持ち合わせており、運動神経の有無を問わず、タイミングを計ったり、体をうまく使う技術が必要になる。

## 豆知識
- 鈴鹿サーキットでは自動車競技において鈴鹿サーキットの第1コーナーをアウト側から先行車両を追い抜くテクニックが「大外刈り」と呼ばれる[要出典]。中嶋悟が国内レース時代からの得意技とし、それ以降、レース雑誌やレース系のニュース、実況でも鈴鹿サーキットのアウト側からの追い越しを「大外刈り」と呼んでいる[要出典]。また、転じてコーナーで先行車両をアウト側から抜くこと全般に用いられることもある。